# 星條旗報
《星条旗报》（英語：Stars and Stripes）是美国军方的一份报纸，由美国国防部所辦。

## 概况

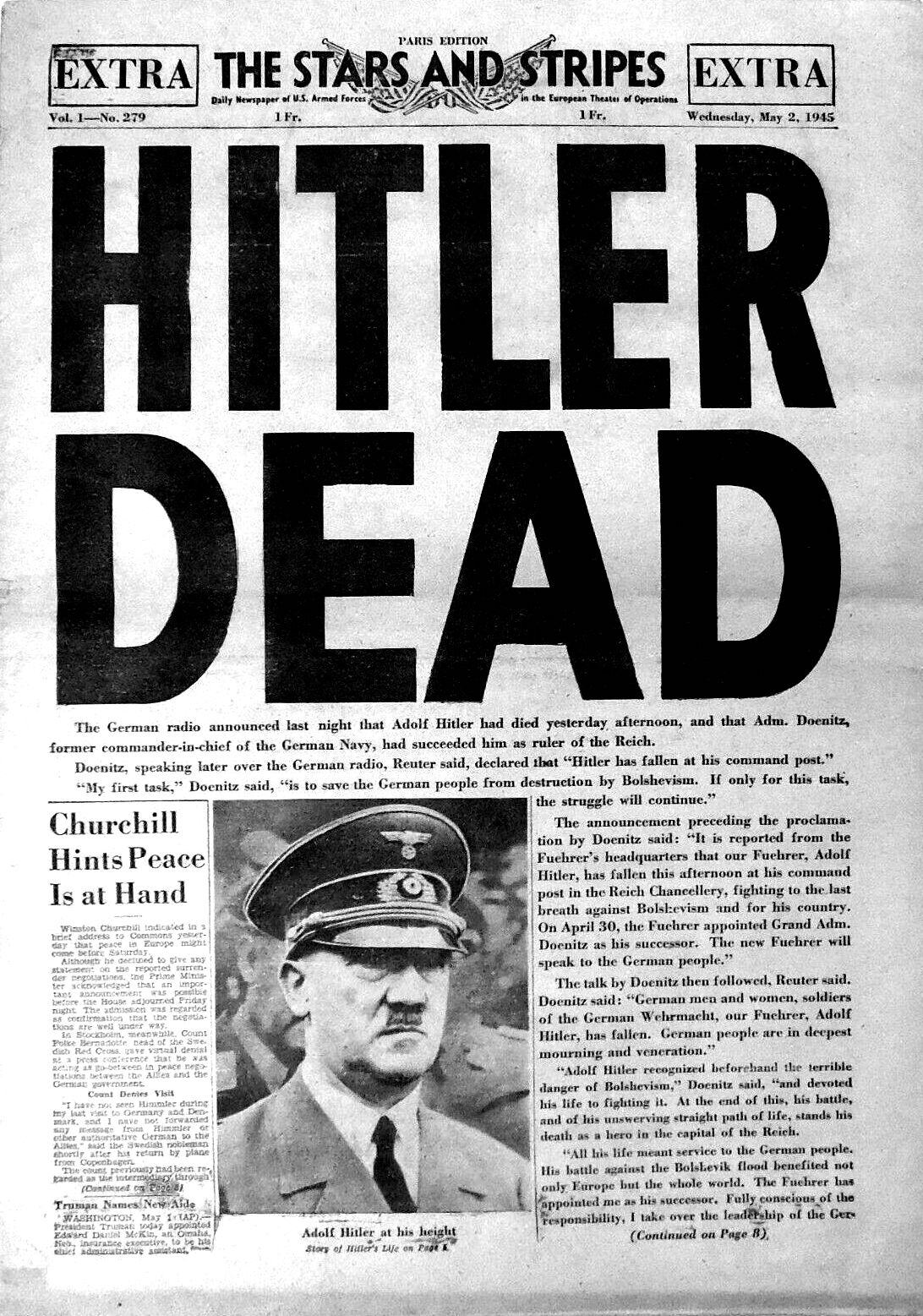
1945年5月2日《星条旗报》号外，宣布了希特勒的死讯。

《星条旗报》创刊于1861年11月9日。当时美国处于南北战争中，一队联邦军士兵在占领了一家报馆之后，利用报馆的印刷设备印制了第一期《星条旗报》。报纸仅有一版，也仅出版了一期。
在第一次世界大战后期的1918年2月8日，在法国巴黎再次出现以《星条旗报》命名的报纸，每周一期，主要的读者为美国的远征军。除从美国本土通过电报传递的新闻外，《星条旗报》还刊登了众多反映军队生活的自创诗歌、故事、论文、漫画等。1919年6月13日，《星条旗报》再次停刊。据停刊当日的《星条旗报》统计，一战期间共发行71期《星条旗报》，报纸的最高销售量达到了52.6万份，其间有350名士兵为报纸服务。
1942年4月8日，《星条旗报》在英国伦敦再次复刊。起初《星条旗报》为周报，每期四版；后改为日报，每期八版。报纸的编辑人员随着驻外美军来到前线，给他们带来新闻信息，报刊业务不断拓展，曾经一度在欧洲、北美、中东和夏威夷拥有25个出版点。
二战结束后，《星条旗报》成为美国国防部为駐外美軍出版的报纸。如今《星条旗报》面向全球各地的美军发行，并针对不同地区发行相应的版本，如面向远东地区发行的《太平洋星条旗报》。